# Szeged trolibuszvonal-hálózata
Szeged trolibuszvonal-hálózata hat viszonylatból áll, amelyek fontos szerepet játszanak a város életében. A trolibuszokat a Szegedi Közlekedési Társaság üzemelteti. Az első trolivonalon 1979. április 29-én indult meg a közlekedés.
Az 1960-as években az olcsó üzemanyagár és a buszok „pályafüggetlenségének” köszönhetően előtérbe kerültek a robbanómotoros tömegközlekedési eszközök a villamos üzeműekkel szemben, és nagyon sok városban, köztük Szegeden is elkezdték felszámolni a villamosvonalakat. Azonban a hetvenes években bekövetkező olajárrobbanás és a környezetvédelem egyre fontosabbá válása ismét a villamos üzemű járműveket helyezte előtérbe. Nagyszabású felújítási munkálatok kezdődtek, és a meglévő villamosvonalak mellé új trolibuszvonalak is kerültek.

## Járműpark

### Jelenlegi járművek
| Típus                                | Darabszám                     | Darabszám                     | Pályaszám(ok)                                              | Pályaszám(ok)                                              | Gyártási év                     | Szegeden közlekedik |
| Típus                                | Eredeti                       | Jelenlegi                     | Eredeti                                                    | Jelenlegi                                                  | Gyártási év                     | Szegeden közlekedik |
| ------------------------------------ | ----------------------------- | ----------------------------- | ---------------------------------------------------------- | ---------------------------------------------------------- | ------------------------------- | ------------------- |
| Škoda 15Tr                           | 27 db                         | 20 db                         | T-600–T-626                                                | T-600–T-612, T-616, T-619–T-621, T-623–T-624, T-626        | 1988, 1990–1992 (33-37, évesek) | 1993 óta (32 éve)   |
| Škoda 14Tr                           | 10 db                         | 1 db + 1 db tanulókocsi       | T-700–T-709, T-750                                         | T-706, T-709 (tanuló)                                      | 1987 (38 éves)                  | 1994 óta (31 éve)   |
| Škoda 21Tr                           | 10 db                         | 6 db                          | T-800–T-803, T-810–T-815                                   | T-800, T-810–T-812, T-814, T-815                           | 1997–1998 (27-28 évesek)        | 2001 óta (24 éve)   |
| Mercedes-Benz Citaro O530 Tr12/TV.EU | 6 db                          | 1 db                          | T-860–T-865                                                | T-863                                                      | 1999 (26 éves)                  | 2007 óta (18 éve)   |
| SZKT-ARC Tr187/TV.EU                 | 1 db (Jelenleg nem üzemképes) | 1 db (Jelenleg nem üzemképes) | T-660                                                      | T-660                                                      | 2009 (16 éves)                  | 2010 óta (15 éve)   |
| Ikarus-Škoda Tr187.2                 | 13 db                         | 13 db                         | T-450–T-462                                                | T-450–T-462                                                | 2013–2014 (11-12 évesek)        | 2013 óta (12 éve)   |
| Solaris Trollino 12 III              | 5 db                          | 5 db                          | T-870–T-874                                                | T-870–T-874                                                | 2006 (19 évesek)                | 2019 óta (6 éve)    |
| Solaris Trollino 12 II               | 2 db                          | 2 db                          | T-875–T-876                                                | T-875–T-876                                                | 2004–2005 (20-21 évesek)        | 2023 óta (2 éve)    |
| SOR TNS 12                           | 4 db                          | 4 db                          | T-400–T-403                                                | T-400–T-403                                                | 2024 (1 évesek)                 | 2024 óta (1 éve)    |
| Solaris Trollino 18AC                | 4 db                          | 4 db                          | (nem álltak forgalomba, pályaszámukat még nem lehet tudni) | (nem álltak forgalomba, pályaszámukat még nem lehet tudni) | 2005 (20 évesek)                | 2025 óta (0 éve)    |
| Solaris Trollino AC12                | 2 db                          | 2 db                          | (nem álltak forgalomba, pályaszámukat még nem lehet tudni) | (nem álltak forgalomba, pályaszámukat még nem lehet tudni) | 2007 (18 évesek)                | 2025 óta (0 éve)    |

### Egykori járművek

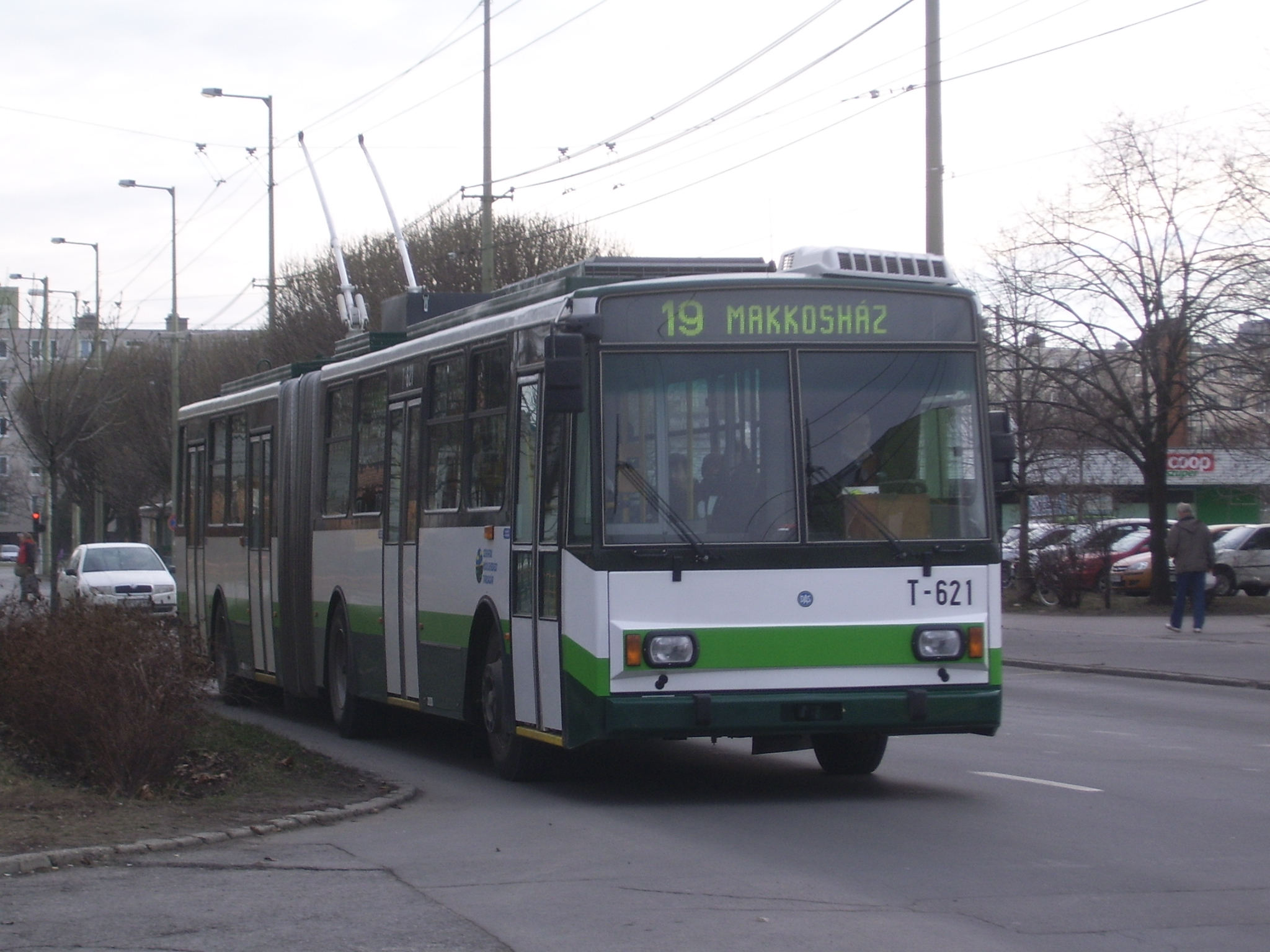
Az SZKT egyik felújított Škoda 15Tr típusú trolibusza a 19-es vonalon (T-621-es psz.)

| Típus               | Darabszám | Pályaszám(ok)                           | Gyártási év                      | Szegeden közlekedett |
| ------------------- | --------- | --------------------------------------- | -------------------------------- | -------------------- |
| ZiU–9               | 50 db     | 9-111–9-157, 810, 844, 852              | 1976, 1979, 1981–1983, 1985–1986 | 1979–2007            |
| Volvo B7 Tr12/TV.PR | 1 db      | T-850                                   | 1999                             | 2004–2017            |
| Ikarus 280T         | 12 db     | T4-281, T6-281, T6-282, T7-281, 500–507 | 1977, 1980, 1989, 1991, 1993     | 1984–2018            |
| Škoda 22Tr          | 1 db      | T-650                                   | 2003                             | 2006–2018            |

## Trolibuszvonalak
| Járatszám | Végállomások                      | Menetidő   |
| --------- | --------------------------------- | ---------- |
| 5         | Körtöltés utca ↔ Gyermekkórház    | 15 perc    |
| 6         | Vértói út ↔ Gyermekkórház         | 14 perc    |
| 8         | Makkosház ↔ Klinikák              | 12-14 perc |
| 9         | Bakay Nándor utca ↔ Lugas utca    | 15-16 perc |
| 10        | Tarján, Víztorony tér ↔ Klinikák  | 13-14 perc |
| 19        | Makkosház ↔ Tarján, Víztorony tér | 21-22 perc |

### Az 5-ös vonal
Az 5-ös vonal a Körtöltés utca és az Újszeged, Gyermekkórház között jár. Ez volt Szeged első trolibuszvonala. 1979. április 29-én indult meg rajta forgalom a Bartók tér és a Gyermekkórház között, az 5-ös számot a korábban Újszegedre közlekedő 5-ös villamos emlékére kapta. 1981-ben a vonalat meghosszabbították. 1995. július 30-ától 1996. augusztus 25-éig rövidített útvonalon, Vértói út – Vár utca között közlekedett a Belvárosi híd felújítása miatt. A vonal másik részén trolipótló autóbuszok közlekedtek. 2004-ben a Tisza Lajos körút felújítása és átépítése miatt többször is trolipótló buszok közlekedtek a Gyermekkórház – Bartók tér szakaszon.
A 7-es vonal szünetelése idején 2005 novemberétől 2006 szeptemberéig az 5-ös sűrűbben közlekedett.
Az 5-ös vonalnak több alkalommal is voltak betűjelzéses betétjáratai, illetve szárnyvonalai. 1979 és 1983 közt 5A jelzéssel közlekedtek trolibuszok a Bartók tér és a trolibusz-járműtelep között, míg 1982 és 1983 közt 5B jelzéssel sűrítő betétjárat járt csúcsidőben a Vértói út és a Bartók tér között. Az 5A 1983 és 1996 között a VIDIA és a Bartók tér között járt, majd az 1996-os megszüntetése előtt egy hónapig kísérleti jelleggel a VIDIA és a Vár utca közt, ezután végleg megszüntették.

### A 6-os vonal
A 6-os vonal 1982. november 5-én indult a Vértói út és a Vidra utca közötti 2,6 km hosszú szakaszon. Az 1995-ös, az 5-ös vonal kapcsán már említett hídzár idején szüneteltették a közlekedését. Hivatalosan 1996 januárjában döntöttek a megszüntetéséről a régi 7-es viszonylattal együtt. 2022. június 16-tól Vértói út és Újszeged, Gyermekkórház között közlekedik.

### A 7-es vonal (1983–1996)
A régi 7-es vonal Makkosház és az Újszeged, Gyermekkórház között közlekedett, a 8-assal egy időben, 1983. október 11-én adták át. A 6-ossal egyszerre 1995-ben átmenetileg szüneteltették, majd 1996 januárjában végleg döntöttek a 6,4 km hosszú vonal megszüntetéséről.

### A 7-es és 7A vonal (2004–2022)
A 7-es vonal a Bakay Nándor utca és az Újszeged, Gyermekkórház között közlekedik. Csak számozásában utódja a korábbi 7-es vonalnak, gyakorlatilag az egykori 5A vonal meghosszabbítása. A jelenlegi formájában 2004. április 29. óta létezik. A Bakay Nándor utca csatornázási munkálatai miatt közel egy évig 2005 novemberétől 2006 szeptemberéig szünetelt a forgalom a vonalon. A viszonylat létesítésének, illetve pontosabb újraindításról beszélni, legfőbb oka a Tisza Volán tervezett új helyközi buszállomása volt, amelyet a Volán-telep mellett, a Bakay Nándor utca végén kívántak felépíteni, illetve fontos szempont volt az okmányiroda tömegközlekedéssel való jobb kiszolgálása is. A tervek szerint a helyközi buszállomás megépülte után jelentősen sűrítették volna, és hétvégékre is ki kívánták terjeszteni a közlekedését, azonban megvalósíthatósági gondok miatt nem épült meg az állomás.
2016. június 16-án elindult a 7A betétjárat is a Bakay Nándor utca és a Széchenyi tér között.
A Cédrus Liget átadása után lehet, hogy sűríteni fogják, illetve új megállókat is hozhatnak létre.

### A 8-as vonal
1983. október 11-én Makkosház és a Vidra utca közötti 2,8 km-es vonalon indult meg rajta a forgalom. 1998. december 13-án a vonal makkosházi végállomását áthelyezték a Csáky utcai trolibusz-járműtelepre, így a trolibuszok ott fordultak meg. Ezt követően a Körtöltés utca és a Szent István tér közötti 3,8 km-es szakaszon járt 2006-ig. A járat 1999. január 4-étől június 18-áig 8A jelzéssel közlekedett tanítási napokon csúcsidőben az eredeti vonalon, ám megszüntették a nem megfelelő kihasználtság miatt. 2006. április 18-ától pótlóbuszok közlekedtek 2008. július 14-éig. A trolipótlók kapcsán több érdekes dolgot is meg kell említeni: 2006. augusztus 21-étől egy héten át 1V–8 járatszámmal a pótlóbuszok villamospótlási feladatokat is elláttak a Széchenyi tér és a Személypályaudvar között az 1-es villamos szünetelő szakaszán, valamint a 8-as pótlóbusz volt az első olyan viszonylat Szegeden, amelyen csak alacsony padlós buszok közlekedtek.
2006. szeptember 16. és 2010. augusztus 14. között pedig más útvonalon az átépített Szent István tér érintésével rövidebb menetidővel közlekedtek a Dugonics térig.
2010-ben kiépítették a trolibuszvezetéket a Klinikákig. A meghosszabbított 8-as trolibuszvonal ünnepélyes átadására 2010. augusztus 14-én délután kerül sor, így 4 év szünet után ismét trolibuszok járnak a 8-as vonalán. 2012. március 3-ától (a 2-es villamos átadásának napjától) Makkosházig közlekedik.

### A 9-es vonal

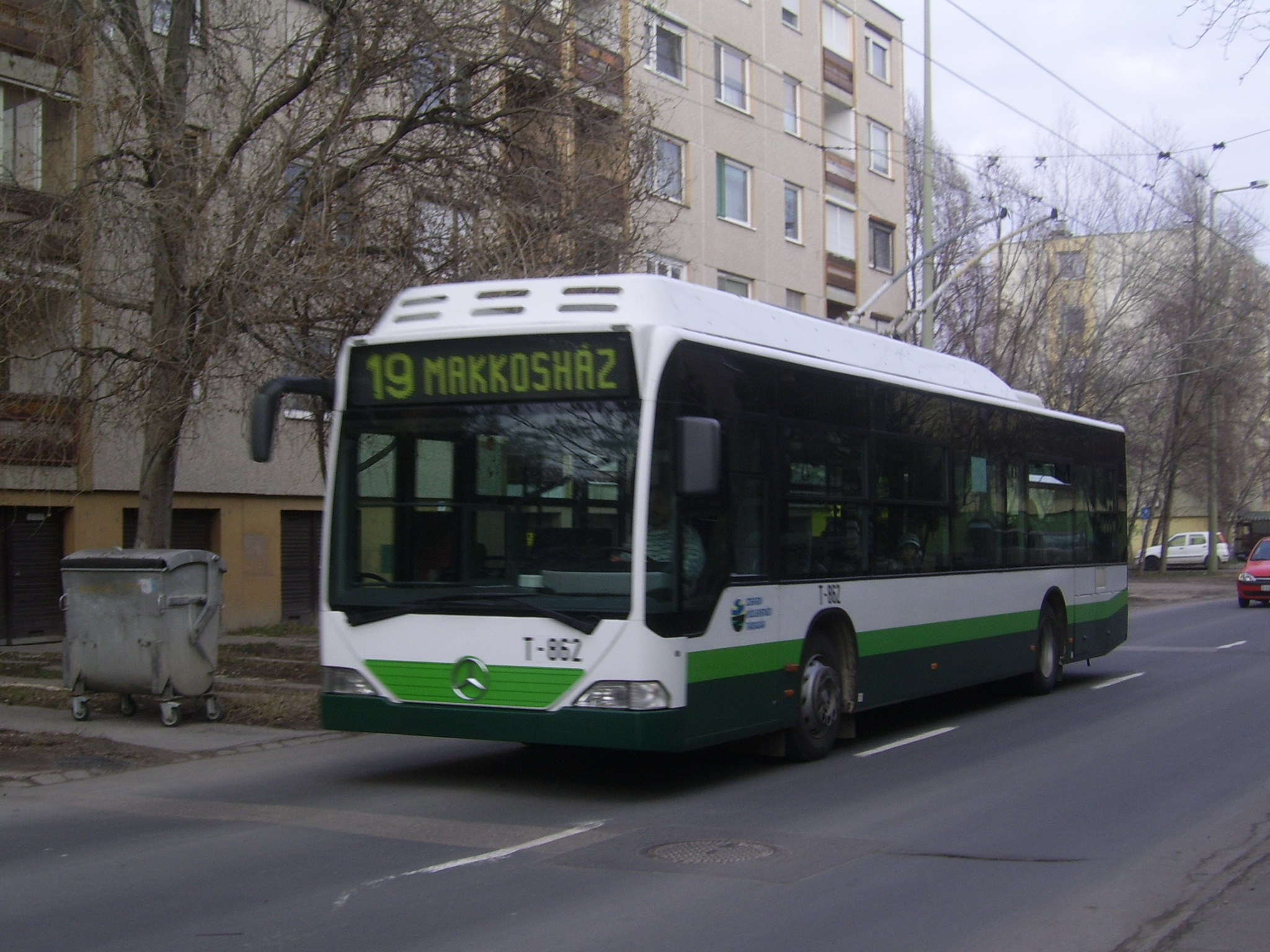
Mercedes-Benz Citaro trolibusz a Hont Ferenc utcában

A 9-es vonal Szeged második leghosszabb trolibuszvonala. A Bakay Nándor utca és a Lugas utca között jár. A 7,6 km-es vonalon 1985 novemberében indult meg a forgalom. 2006-ban az árvíz miatt április 17-én délutántól május 8-áig csak a Makkosház – Széchenyi tér között jártak a trolibuszok, a Széchenyi tér – Lugas utca között pedig kerülőútvonalon pótlóbuszok (9B) közlekedtek.
Két végállomásának nagy távolsága és a bejárt útvonal miatt viseli a „városnéző járat” gúnynevet.
A 2-es villamos beindulta óta a Vértói útig közlekedik Makkosház helyett.
2022 nyara óta a Vértói út helyett a Bakay Nándor utca a végállomás.

### A 10-es vonal
A Szegedi Közlekedésfejlesztési Nagyprojekt egyik eleme volt a 8-as trolibuszvonal meghosszabbítása a Klinikákig, valamint a 10-es autóbuszt kiváltó 10-es trolibuszvonal kiépítése. A mintegy három milliárd forint értékű beruházás 2010 augusztusában készült el, és ekkor indult meg rajta a forgalom is. A 10-es vonal, az új csuklós trolibuszok beszerzése után 2013. december 20-án indult el.

### A 19-es vonal
A 2011. június 16-án indult 19-es Szeged leghosszabb trolibuszvonala, mely Makkosház és Tarján, Víztorony tér között jár.
2017-től 19K jelzéssel időszakos járata közlekedik minden év december 24-én, a járatok december 24. délutáni leállása után.

### A vonalhálózat változásai 2010 óta
| 2010 | 2016 | 2022 | Jelmagyarázat                        |
| ---- | ---- | ---- | ------------------------------------ |
|      |      |      | — Trolibuszvonalak — Villamosvonalak |

### Pótlóbuszok és közlekedésük trolivonalakon

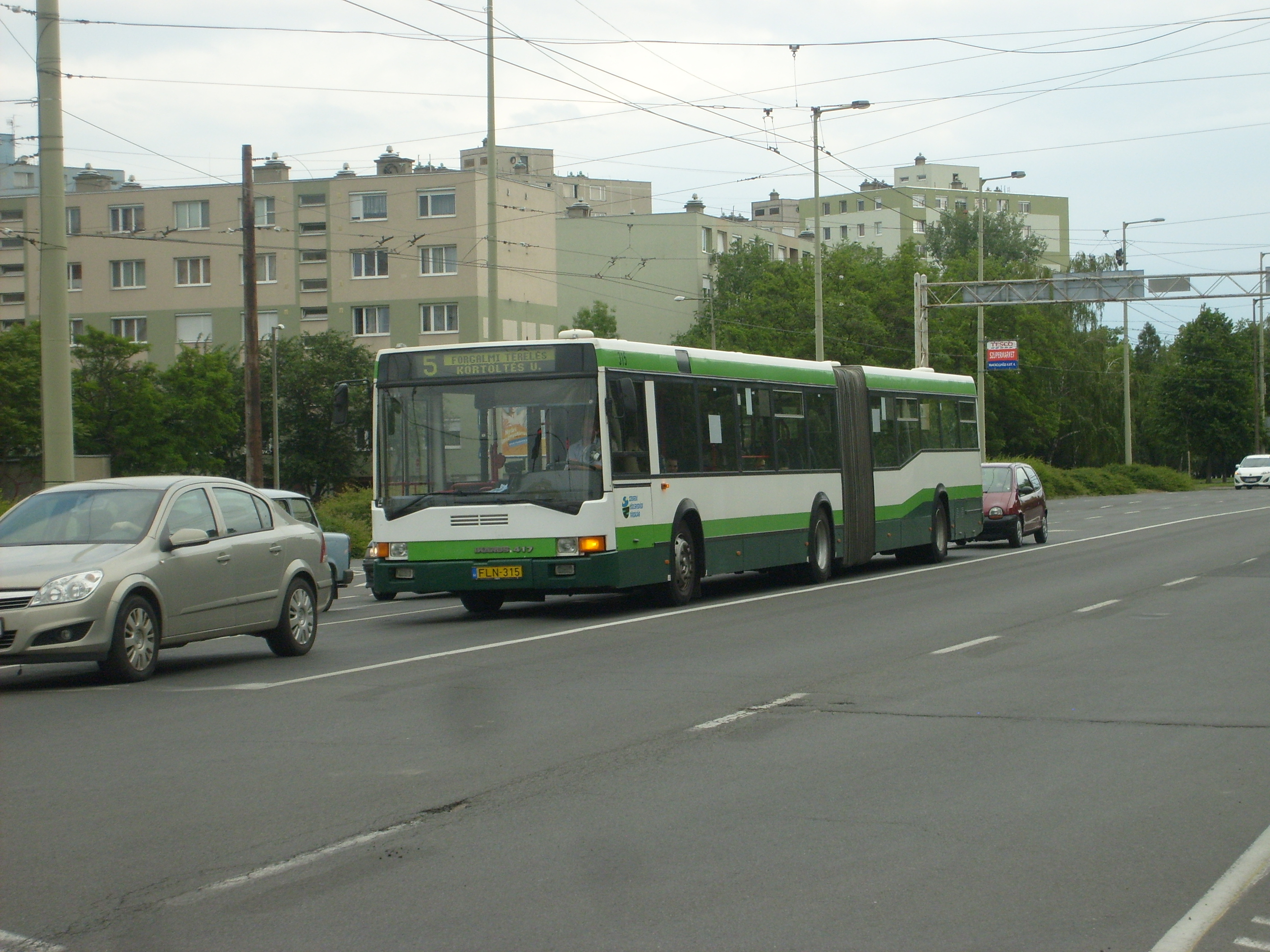
Ikarus 417 típusú autóbusz az 5-ös vonalon

Az SZKT a másfél évtizedben tizenkét darab Mercedes-Benz Citaro típusú autóbuszt szerzett be, annak ellenére, hogy nincs is általa kiszolgált autóbuszvonal a városban. A flotta kiépítésének legfőbb indoka az volt, hogy az SZKT előre tervezve a várható jelentős felújításokkal, átépítésekkel és az ezekkel együtt járó forgalomkorlátozás okozta szükséges pótlásokkal, gazdaságosabbnak találta használtan beszerzett saját buszok használatát, mint a Tisza Volántól való bérlést. A buszok a trolik festésével megegyező színvilággal rendelkeznek (2018-tól pótlóbusz fényezéssel), egyaránt ellátnak villamos- és trolibuszpótló, valamint különjárati feladatokat. Egyes esetekben részt vesznek a különleges, ideiglenes buszjáratok, például a 40C forgalmának lebonyolításában. Az SZKT helyi autóbuszflottája jelenleg 10 buszból áll.
A villamospótlás ritka, de hosszabb folyamat, viszont a trolibuszok helyett gyakran közlekednek autóbuszok, külön bejelentés nélkül, a meghibásodott trolibuszok pótlására.

### Bővítések, fejlesztési tervek és elképzelések

#### Meghiúsult elképzelések, távolabbi fejlesztési tervek
Sokáig úgy tűnt, hogy a szegedi trolibuszhálózat egy újabb szakasszal bővül, ami a Rókusi körutat (Újrókus városrész) kötötte volna össze a belvárossal a tömegközlekedéssel jelenleg kiszolgálatlan Öreg-Rókuson keresztül, a Franciahögy lakópark bekapcsolásával a trolibuszhálózatba. A vonal (amely az 1996 óta kihasználatlan 6-os járatszámot kapta volna) megépítésnek ötlete azonban heves ellenérzéseket váltott ki a tervezett nyomvonala mellett lakókból, így 2006-ban a 6-os troli ötletét elvetették, a projekthez kapcsolódó beruházásokat azonban elkezdték, így lehet látni néhol részben elkészült megállókat a tervezett vonalon. A 6-os viszonylat a mellékelt vonalhálózati térképen pontozott vonallal, Projekt felirattal szerepel. Viszont 2022. június 16-tól 6-os viszonylatszámmal új trolibuszvonal közlekedik Vértói út és Újszeged, Gyermekkorház között. Így a "6-os projekt" létrejön.
Korábban tervezett, de soha meg nem épült trolibuszvonalak voltak a 2-es és a 90-es vonal:
- A 2-es trolibusz tervezett útvonala: Vértói út – Rókusi körút – Kossuth Lajos sugárút – Anna-kút – Stefánia – Belvárosi híd – Fő fasor – Erdélyi tér. A viszonylat 1985 és 1998 között ezen az útvonalon közlekedett autóbuszokkal (1998-ig az SZKT hivatalosan trolipótló járatként üzemeltette). Utána a Tisza Volán autóbuszai közlekedtek rajta és bár azóta kétszer is változott a járat útvonala, még nagy vonalakban most is hasonlít a tervezett trolibuszvonaléra. A 2-es busz a 2-es villamos megépítése miatt 2012. március 2-án megszűnt és a rövidebb útvonalon közlekedő 72-es autóbuszjárat vette át a helyét.[11]
- A 90-es trolibusz (Lugas utca – Budapesti körút – Makkosházi körút – Rókusi körút – Vásárhelyi Pál út – Textilgyári út) története hasonló a 2-es vonaléhoz. Miután a viszonylat 1998-ban átkerült a Tisza Volán üzemeltetésébe, egy új, azóta már megszűnt autóbuszjáratot, a 90Y-t alakították a 90-es járatok egy részéből. 2004-ben a 90-es autóbuszos viszonylatot jelentősen meghosszabbították és bár útvonalának egy része (Lugas utca – Budapesti körút – Makkosházi körút – Rókusi körút – Vásárhelyi Pál út) még mindig az egykor tervezett trolibuszéra emlékeztet, a járat útvonalának új szakasza (Móraváros – Személypályaudvar, illetve Csillag tér – Gabonakutató) ma már jelentősen eltér az eredeti nyomvonaltól.

Ezen kívül konkrét terv volt az 5-ös és/vagy 7-es vonalak meghosszabbítása Újszeged, víztoronyig, azonban ezt a beruházást a megfelelő anyagi fedezet hiányában végül törölték.
Ezek mellett a hivatalos tervek mellett gyakran felbukkannak egyéb elképzelések is, amelyek közül a legnépszerűbb a 11-es autóbusz trolibusszal történő kiváltása (a 11-es vonal egy néhány kilométerest szakaszt leszámítva végig már kiépített trolibusz-felsővezeték alatt közlekedik), ez azonban valószínűtlen a járat napközbeni alacsony kihasználtsága miatt. A 11-es autóbuszt később összevonták a 77-essel. Emellett gyakran elhangzik, hogy a Budapesti körúti és a Makkosházi körúti trolibusz-felsővezeték összekötésével is új viszonylatokat lehetne létrehozni (itt mindössze egy 1 kilométeres szakasz hiányzik a felsővezetékből), azonban itt is felmerül a megtérülés problémája, ugyanis így bár valóban ki lehetne alakítani új viszonylatokat, autóbuszjáratokat nem lehetne kiváltani.